# Convers Team
Pour les articles homonymes, voir Convers (homonymie).
Convers Team est une écurie de sport automobile russe.

## Historique
Le 4 septembre 2005, avec l'exploitation d'une Aston Martin DBR9 pilotée par Darren Turner, Frédéric Dor et Bobby Bell, l'écurie russe remporte les 1 000 kilomètres du Nüburgring,. En novembre, l'écurie remporte la manche d'Istanbul.
En février 2006, Convers Team annonce qu'elle va s'associer avec MenX pour la saison de Le Mans Series à venir.
En août, lors des 1 000 kilomètres de Donington, l'écurie parvient à prendre la troisième place de la catégorie GT1 avec les pilotes : Peter Kox, Robert Pergl, Alexei Vasiliev,.